# Saint-Auban
Saint-Auban är en kommun i departementet Alpes-Maritimes i regionen Provence-Alpes-Côte d'Azur i sydöstra Frankrike. Kommunen ligger  i kantonen Saint-Auban som ligger i arrondissementet Grasse. År 2022 hade Saint-Auban 204 invånare.

## Befolkningsutveckling
Antalet invånare i kommunen Saint-Auban
Referens: INSEE